# Ostfalen

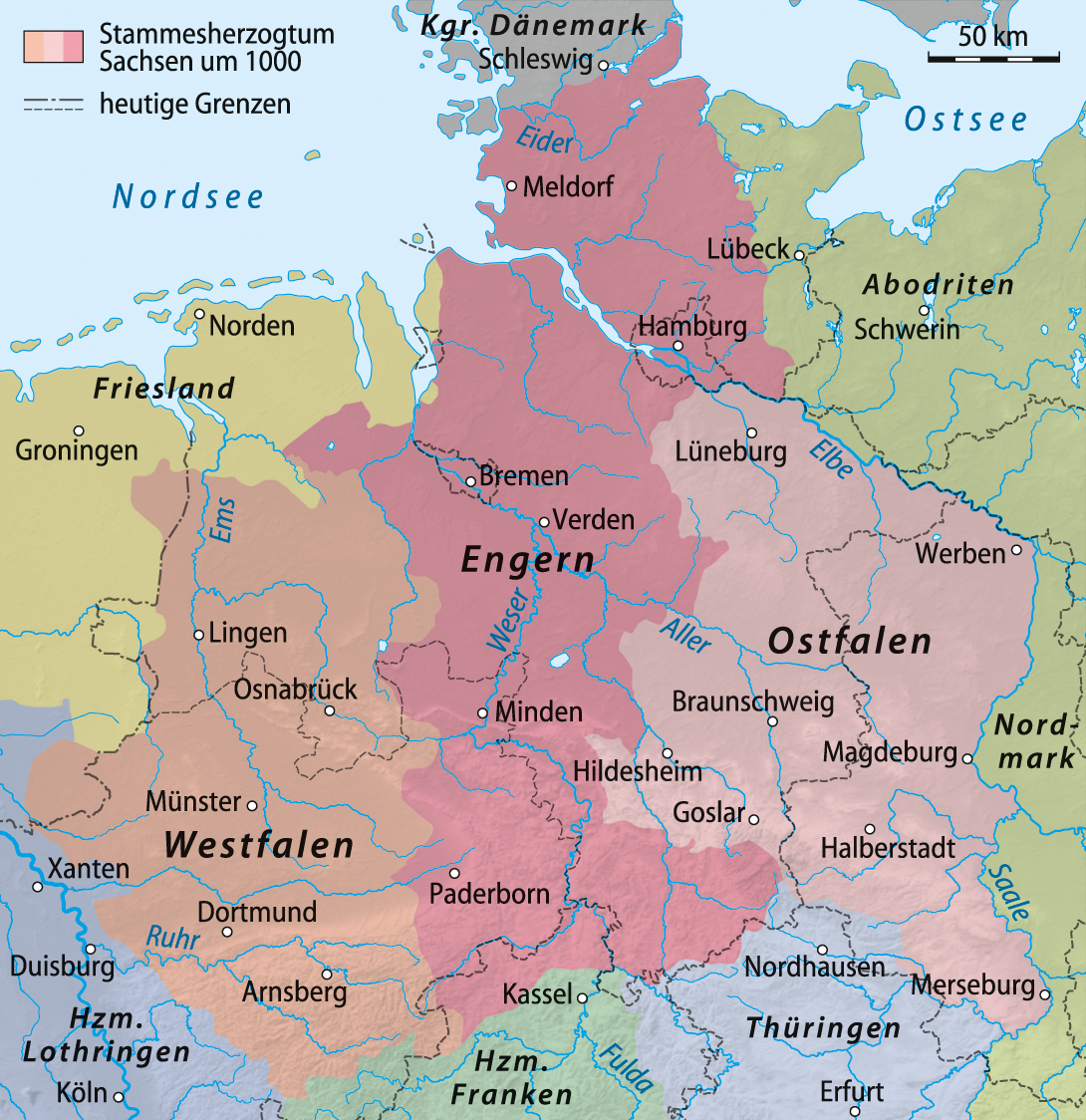
Stamhertigdömet Sachsens tre beståndsdelar, Westfalen, Engern och Ostfalen, c:a år 1000.

Ostfalen var en historisk region i norra Tyskland. Tillsammans med Westfalen och Engern utgjorde Ostfalen en av de tre delarna i det medeltida hertigdömet Sachsen. 
Namnet Ostfalen betyder antagligen öst-fält, då falen är besläktat med germanska ord som fält, flat och floor (engelska för golv) som alla är besläktade med latinets planus genom det protoindoeuropeiska *pele som betyder "platt" eller att "sprida ut".

## Källa
Den här artikeln är helt eller delvis baserad på material från Nordisk familjebok, Ostfaler, 1904–1926.